# Пеганов, Николай Леонидович
 Пеганов Николай Леонидович  (30 декабря 1948 года — 30 июня 2006 года) — живописец. Заслуженный художник РБ (1997). Член Союза художников (1980).

## Биография
Пеганов Николай Леонидович родился 30 декабря 1948 года в г. Москве. В 1952 году семья Пегановых переехала в Уфу.
В 1977 году Николай Леонидович окончил факультет живописи Московского государственного художественного института им. В. И. Сурикова (мастерская В. Г. Цыплакова).
После окончания института в 1977—1983 годах и в 1991—2000 годах работал преподавателем живописи и композиции на факультете живописи (ныне факультет изобразительных искусств) Уфимского государственного института искусств (ныне Уфимская государственная академия искусств им. 3. Исмагилова), с 1997 года — доцент академии.
В 1983—1987, 1991—1997 годах — был членом правления Союза художников РБ, возглавляя секцию живописи.
С 2000 года жил и работал в Москве. Скончался 30 июня 2006 года в Москве.
Работы находятся в коллекции Башкирского государственного художественного музея имени М. В. Нестерова, в частных собраниях в России и за рубежом.

## Выставки
Пеганов Николай Леонидович с 1971 года участвовал в республиканских, зональных, региональных, всероссийских и групповых выставках.
Персональные выставки: в 1983 году — в Уфе, в Малом выставочном зале СХ БАССР, в 1993 — в Уфе, в БГХМ им. М. В. Нестерова (совместно с Н. А. Калинушкиным), в 1994 — в Москве, в выставочном зале СХ РФ (совместно с Н. А. Калинушкиным), в 1999 — в БГХМ им. М. В. Нестерова, посвященная 50-летию художника.
В 2009 году состоялась посмертная персональная выставка в БГХМ им. М. В. Нестерова, посвященная 60-летию со дня рождения художника.

## Основные работы
«Город юности» (1979), «Жатва в Баймакском районе» (1980).
Пейзажи «Сумерки» (1982), «Малое Осоргино», «Вечер на Дёме», «Осенний свет» (1986), «Вечер» (1987), «Июнь-остров» (1982), «С утра до вечера» (1983), «На реке Сим
(Урал)» (1987), «Диалог» (1987), «Зима. Пугало» (1998)
Натюрморты «Дедушкины вещи», «Интерьер с яблоней». «Натюрморт с чесноком» (1984), «Утренний натюрморт» (1988), «Бессмертники» (1992), «Чай в деревне» (1999)
Полиптих «Провинциальные города. Все были ещё живы», «Довоенное лето», «Отличник»
«Пароход». Групповой портрет «Вифлеемская звезда» (1996). «Ушедшая страна» (1999). В картинах Николая Пеганова преобладают нежно-зеленые, серебристые и тонкие цветовые решения. Он, прежде всего, был поэтом, лириком и гениальным наблюдателем жизни.